# 奥豊後

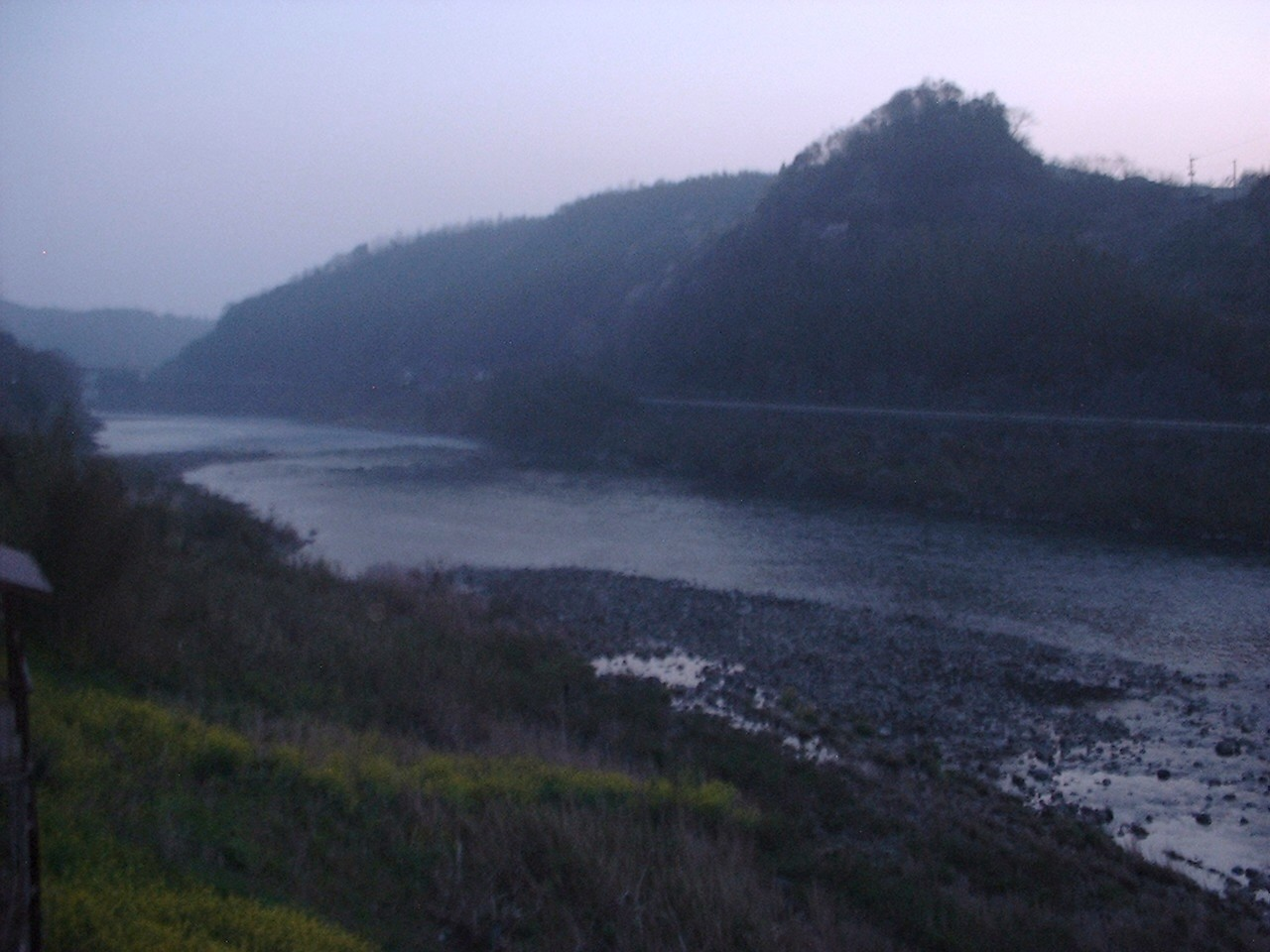
大野川中流（豊後大野市犬飼）

奥豊後（おくぶんご）は、大分県（旧豊後国）南西部の大野川の上中流にあたる地域である。

## 概要
行政区分で言えば、概ね現在の竹田市、豊後大野市を中心とした地域が奥豊後に相当する。臼杵市の旧野津町域、佐伯市の旧宇目町域も奥豊後とされることが多く、竹田市内でも大野川流域から外れる旧直入郡直入町・久住町は除かれることも多い。狭義では、大野川の上流部にあたる旧竹田市を中心とする地域のみを奥豊後とすることもある。
大野川の上中流域にあたるこの地域は、阿蘇山系、九重山系、祖母・傾山系といった九州を代表する山岳に囲まれており、これらの山々から湧き出す豊富な良水に恵まれ、名水百選に選ばれた白山川や竹田湧水群をはじめとする清流や湧水に富んでいる。また、河川が作り出す奇観が各所に見られ、多くの名瀑を擁する。さらに、豊かな水を農業に利用するために中世から近代にかけて造られた水利施設が数多く残っている。
文化的には、大分県や熊本県を中心に発達した日本では特異な石造文化の中心地のひとつであり、数多くの磨崖仏や石橋が遺っている。

### データ
- 面積：1,180.95km2
- 人口：64,858人（2009年4月1日現在）

## 地域
- 竹田市
- 豊後大野市
- 臼杵市の一部（旧野津町）
- 佐伯市の一部（旧宇目町）

## 主要な景勝地・文化財
- 名水
  - 白山川 - 名水百選（豊後大野市）
  - 竹田湧水群 - 名水百選（竹田市）

- 滝

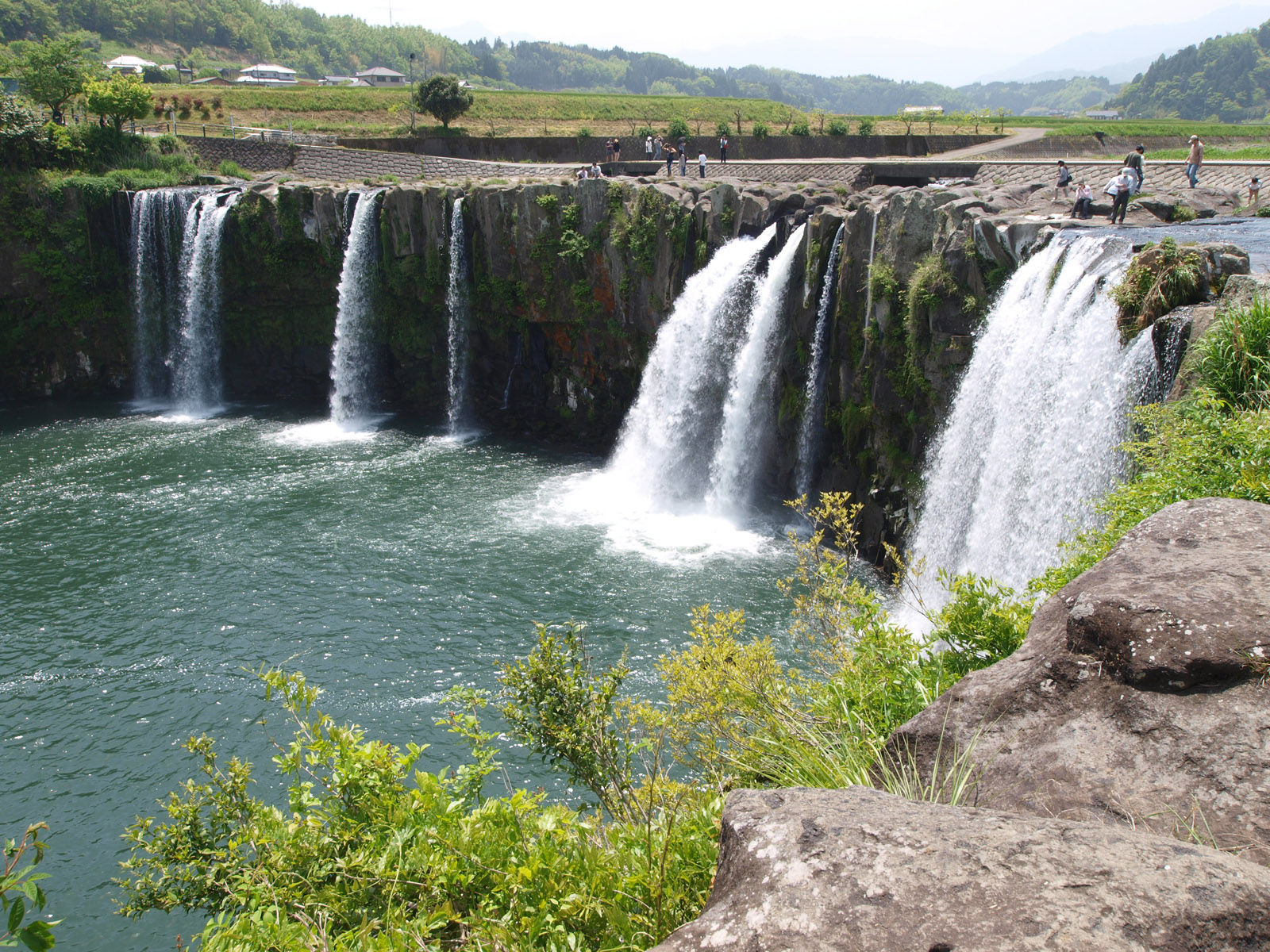
原尻の滝

  - 原尻の滝 - 日本の滝百選（豊後大野市）
  - 沈堕の滝 - 国の登録記念物（豊後大野市）
  - 白水の滝 - 国の登録記念物（竹田市）
  - 蝙蝠の滝 - 国の登録記念物（豊後大野市）
  - 魚住の滝 - 日本百景（竹田市）

- 橋
  - 虹澗橋 - 国の重要文化財（豊後大野市）
  - 山王橋（竹田市）
  - 宮瀬橋（竹田市）
  - 柚木寺原橋（豊後大野市）
  - 鳴滝橋（豊後大野市）
  - 長瀬橋（豊後大野市）
  - 原尻橋（豊後大野市）
  - 轟橋（豊後大野市）
  - 出合橋（豊後大野市） 以上は石造アーチ橋。
  - 明治橋（臼杵市） 以上は鋼橋。

- 水利施設

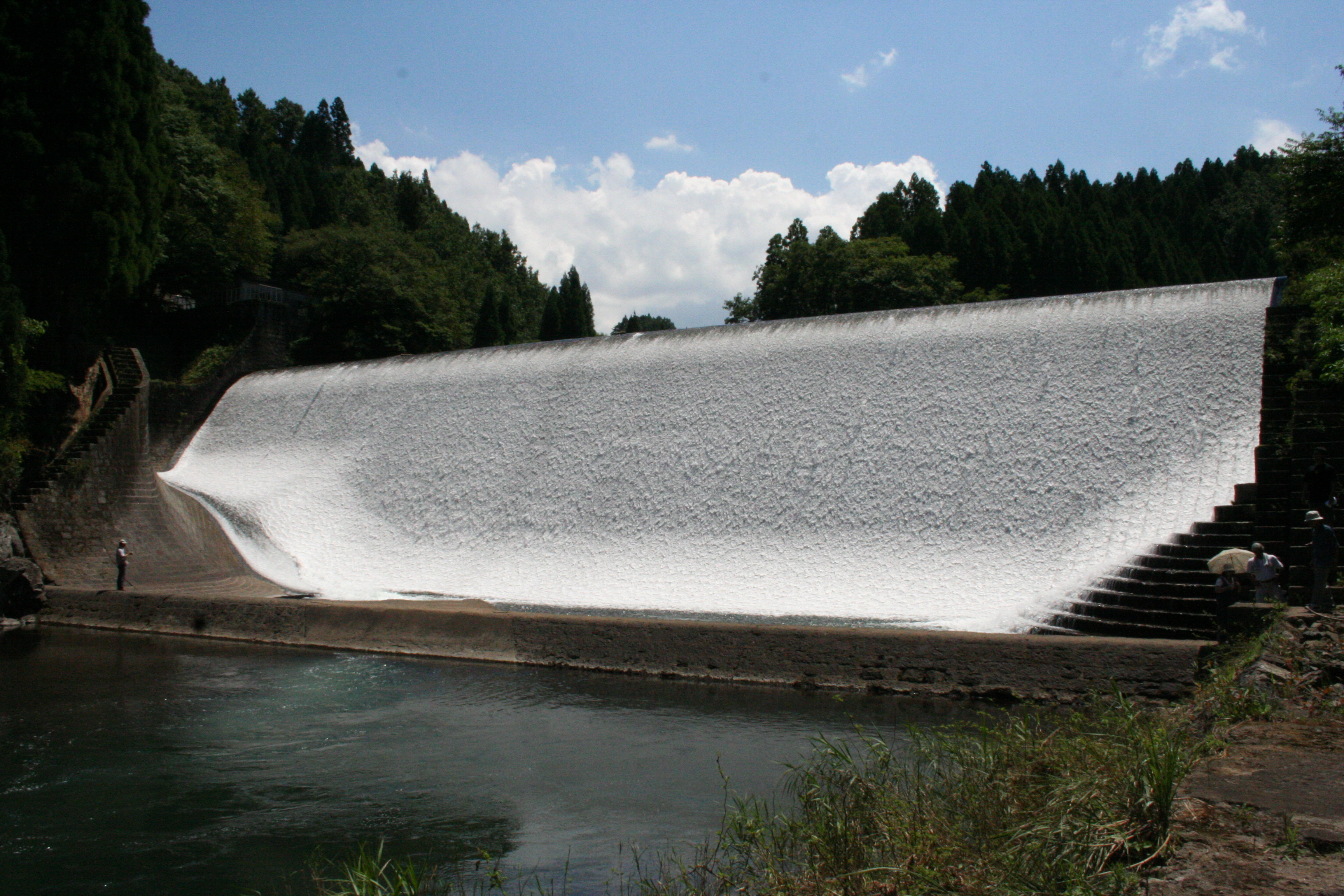
白水溜池堰堤

  - 白水溜池堰堤 - 国の重要文化財（竹田市）
  - 若宮井路笹無田石拱橋 - 国の登録有形文化財（竹田市）
  - 明正井路一号幹線一号橋 - 土木学会選奨土木遺産（竹田市）
  - 音無井路十二号分水 - 近代土木遺産（Cランク）（竹田市）

- 磨崖仏
  - 菅尾磨崖仏 - 国の重要文化財、史跡（豊後大野市）
  - 犬飼石仏 - 国の史跡（豊後大野市）
  - 緒方宮迫東石仏 - 国の史跡（豊後大野市）
  - 緒方宮迫西石仏 - 国の史跡（豊後大野市）
  - 普光寺磨崖仏（豊後大野市）

- その他
  - 岡城（竹田市）
  - 稲積水中鍾乳洞（豊後大野市）
  - 風連鍾乳洞（臼杵市）